# Батя (фильм)
«Ба́тя» — российский художественный комедийный фильм 2021 года режиссёра Дмитрия Ефимовича с Владимиром Вдовиченковым в главной роли. Картина является первой российской короткометражкой для мессенджеров.
В сентябре 14 числа 2019 года проект одержал победу как самый перспективный во внеконкурсной программе второго фестиваля телесериалов «Пилот» в Иваново.
В российском кинопрокате фильм стартовал 23 февраля 2021 года. Телевизионная премьера фильма состоялась 24 мая 2021 года на телеканале ТНТ. Версия в виде 4-серийного мини-сериала была показана 5 сентября 2021 года.

## Сюжет
Отцу Макса Владимиру исполняется 70 лет, и по этой причине Макс приглашает того отпраздновать юбилей в Москву. Тем не менее в назначенный день Владимир звонит сыну и сообщает, что не приедет, потому что передумал. В связи с этим Макс решает сам отправиться на юбилей к отцу и уговаривает поехать с ним свою жену Ирину и своих двух детей Диму и Настю, хотя им эта идея сперва не по душе, поскольку Владимир — довольно нелюдимый человек со сложным характером. Попытка Макса предупредить Владимира о грядущем приезде не удаётся, потому что тот просто отказывается отвечать на звонки.
Семья Макса в пути попадает в различные ситуации, включая конфликт между Максом и Ириной по поводу правильных с точки зрения каждого из них методов воспитания их детей. Всё это чередуется различными воспоминаниями Макса о похожих ситуациях в его детстве, причём в каждом из этих воспоминаний так или иначе участвует Владимир. Из воспоминаний выясняется, что тот был суровым мужиком со стальной непоколебимостью и не признающим нежности, который любил Макса слишком «по-своему». Макс родился после начала «перестройки», поэтому его сознательное детство началось уже после распада СССР и пришлось на начало «лихих 90-х», что также находит отражение в его воспоминаниях: трудное финансовое положение родителей Макса привело к тому, что чтение (с подачи Владимира) он освоил по политическим газетам, считать научился по датам рождения и смерти на кладбищенских надгробиях, а один раз помог отцу нелегально вынести с завода, на котором тот работает, большой моток кабеля, чтобы потом выгодно его продать.
Добравшись до отца, Макс не застаёт его дома, потому что тот, несмотря на свой пенсионный возраст, пошёл работать сторожем на завод из-за своей маленькой пенсии (здесь выясняется, что Макс неоднократно предлагал Владимиру различную помощь, но тот категорически её отвергал). Оказавшись в своей старой квартире, Макс снова погружается в различные воспоминания, из которых выясняется, что его собственная мать ушла от них, когда у Владимира начались проблемы с алкоголем (потому что он, как и многие в стране, оказался морально не готов к крушению привычного порядка). Когда же Владимир приходит, то он не демонстрирует никакого восторга от визита сына, невестки и внуков. Тогда Макс вызывает отца на откровенный разговор, в котором впервые высказывает Владимиру всё, что он надумал о нём за эти годы и в отчаянии обвиняет Владимира в холодном безразличии к нему, потому что никогда не слышал от отца слов любви.
Выясняется, что все показанные воспоминания Макса были своеобразной эпохой из его детства, которая началась тогда, когда Владимир был для него идеалом, а в итоге закончилась крахом его авторитета, когда Макс впервые увидел Владимира нетрезвым (сам став отцом, Макс старался делать всё, что делал Владимир, с точностью до наоборот, — но, в итоге, в одной из сцен он приходит к выводу, что это отнюдь не делает его отцом лучше Владимира). Слова Макса наконец пробивают брешь в отчуждённости Владимира, и тот признаёт, что ему нужно быть более открытым с внуками. Одновременно Макс признаёт, что несмотря на постоянную отстранённость Владимира, он сохранил много хороших воспоминаний детства с его участием, благодаря чему он считает, что его детство всё равно было счастливым.

## В ролях
| Актёр                 | Роль                       |
| --------------------- | -------------------------- |
| Владимир Вдовиченков  | Владимир (Батя)            |
| Елена Лядова          | мать Максима               |
| Станислав Старовойтов | Максим (Макс)              |
| Андрей Андреев        | Максим в детстве           |
| Надежда Михалкова     | Ирина жена Максима         |
| Севастьян Бугаев      | Дима сын Максима и Ирины   |
| Диана Енакаева        | Настя дочь Максима и Ирины |
| Сергей Стёпин         | дядя Саша сосед Владимира  |
| Дмитрий Журавлёв      | продавец игрушек           |

## Производство
Впервые о проекте было объявлено в июле 2017 года.
Изначально планировалось выпустить 80-серийный ситком с коротким хронометражом эпизодов для телеканала «ТНТ4». Каждая из серий длилась бы 1-2 минуты, причём ими можно было бы делиться друг с другом в мессенджерах и социальных сетях.
В апреле 2019 года официально сообщили о том, что помимо ситкома, запланирован выпуск одноимённого полнометражного фильма.
Проект начали снимать 3 сентября 2019 года. На момент съёмок, длившихся в течение 30 дней, планировалось из множества маленьких эпизодов сложить 4 серии ситкома, который бы затем перерос в полнометражный фильм и позже был бы перемонтирован в сериал.
Впервые проект был представлен 21 сентября 2019 года в рамках внеконкурсной программы второго фестиваля телесериалов «Пилот» в Музейно-выставочном центре в Иванове.
Продюсер фильма Гавриил Гордеев надеется с помощью проекта найти своего отца, которого не видел много лет.
Для комика шоу «Stand Up» на «ТНТ» Станислава Старовойтова, сыгравшего роль Максима — это дебют на большом экране, как и для молодого актёра Андрея Андреева, сыгравшего персонажа Старовойтова в детстве.

## Приём и награды
Фильм собрал более 500 млн рублей в России, в связи с чем Дмитрий Ефимович в одном из интервью заявил о возможности продолжения ситкома на «как минимум, ещё две части».
По итогам 2021 года сериал вошёл в топ лидеров по просмотрам онлайн-кинотеатра IVI.
В сентябре 2021 года фильм был отмечен специальным дипломом жюри кинофестиваля Premio Felix в Италии.
В сентябре 2022 года сериал был представлен в виде шорткома из полутораминутных скетчей на фестивале веб-сериалов Bilbao Seriesland в четырёх номинациях и получил приз за лучший сценарий.

## Сиквел
В 2024 году стартовали съёмки фильма «Батя 2. Дед» режиссёра Ильи Учителя. По сюжету второй части, Максим и Ирина, отправив сына Диму на каникулы к Бате, планируют развестись, но узнав, что Дима куда-то сбежал, едут на его поиски. По дороге Максим вспоминает, как его самого однажды отправили в деревню к деду-фронтовику и тот стал его воспитывать. Заглавную роль деда — отца Бати — исполнил Евгений Цыганов, причём как в старости, так и в молодости. Фильм вышел в прокат 3 апреля 2025 года.